# 马麟 (南宋)
马麟（？—？），原籍河中（今山西省永济），南渡后三代居钱塘（今浙江省杭州市），遂为钱塘人，南宋画家。

## 生平
马麟之父马远是宋光宗、宋宁宗两朝画院待诏，马麟画承家学，擅画人物、山水、花鸟，用笔圆劲，轩昂洒落，画风秀润处过于乃父。宋宁宗嘉泰间授画院祗候，颇得宋宁宗赵扩、皇后杨氏称赏，每于父子画上题句。在《层叠冰绡图》中题诗云：“浑如冷蝶宿花房，拥抱檀心忆旧香。开到寒梢尤可爱，此般必是汉宫妆。”《画史会要》谓：“麟不逮父。远爱其子，多于己画上题麟，盖欲其章也。”

## 作品
- 《靜聽松風圖》軸、《芳春雨霽》冊、《暮雪寒禽图》冊、《暗香疏影图》冊、《伏羲坐像》軸、《帝堯像》軸、《夏禹王像》軸、《商湯王像》軸、《周武王像》軸等均藏台北國立故宫博物院。
- 《夕陽秋色圖》轴，绢本，设色，为宋理宗赵昀赐周汉公主之物，藏日本根津美术馆。
- 《层叠冰绡图》轴，绢本，设色，纵101.7厘米，横49.6厘米，藏北京故宫博物院。
- 《橘绿图》册页现藏北京故宫博物院。
- 《梅花图》册页藏上海唐云先生大石斋。

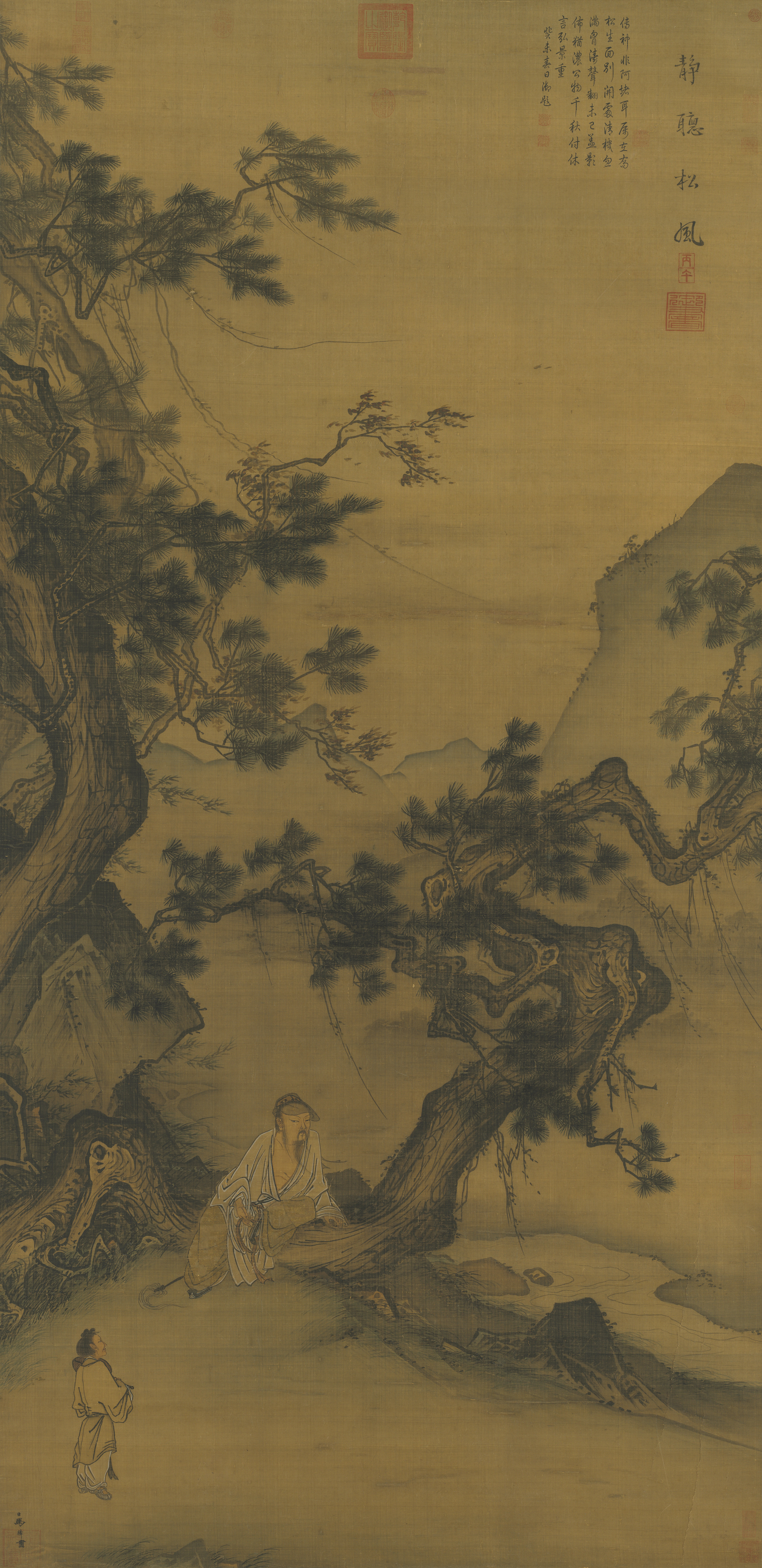
靜聽松風
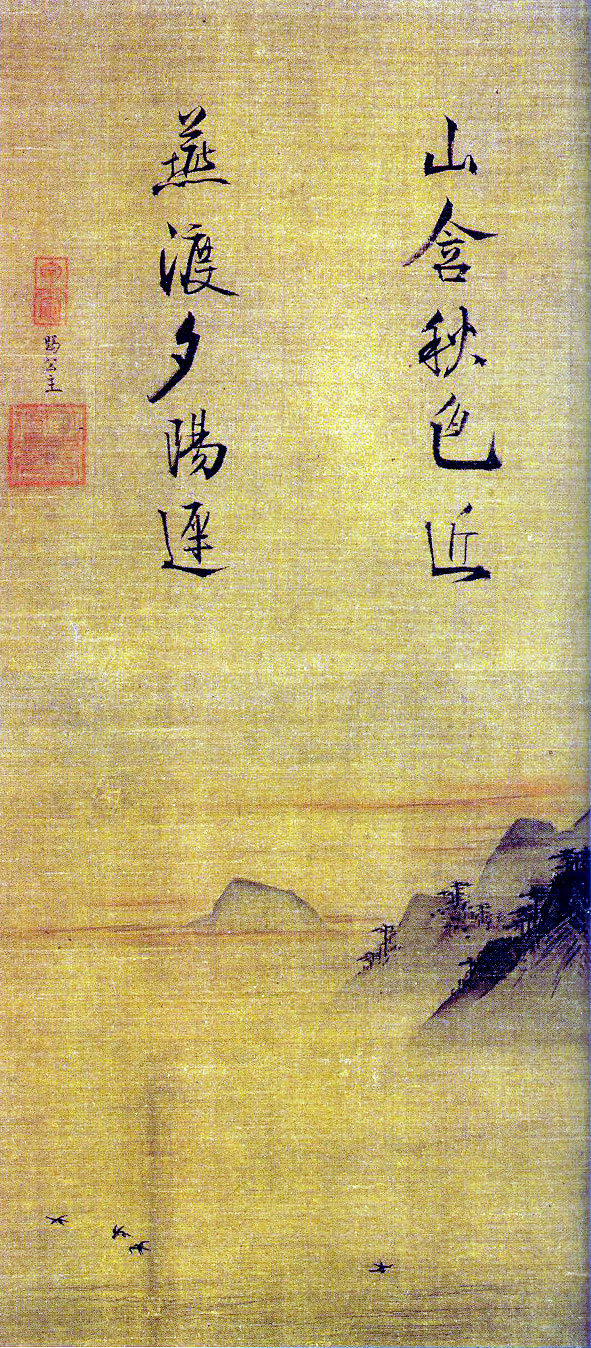
夕陽秋色圖
伏羲坐像
帝堯像
夏禹王像
商湯王像
周武王像
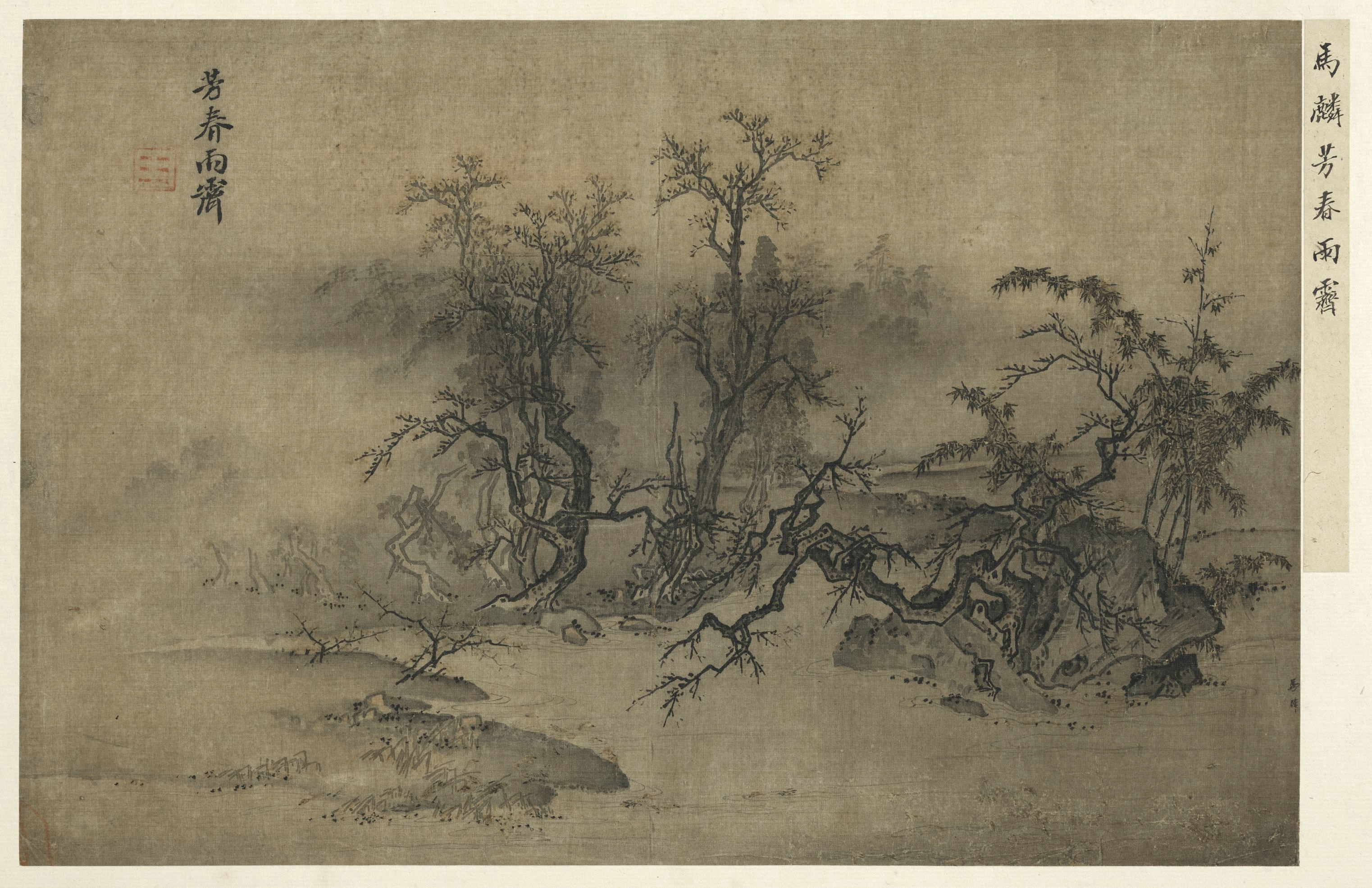
芳春雨霽